# Dezamăgire
În cazul emoțiilor, dezamăgirea este starea care îl cuprinde pe om atunci când așteptările sale sunt înșelate cu privire la alte persoane sau evenimente ori schimbări care au loc în lume.
Dezamăgirea este uneori un sentiment atât de profund încât poate conduce la tulburări de dispoziție dacă persoana care experimentează acest sentiment a avut episoade repetate.
Poate lua naștere din așteptările nerealiste cu privire la ceea ce își dorește o persoană de la alta, sau când eforturile de a obține lucrul sau obiectul dorit eșuează.
Există situații în care oamenii speră că problemele lor se vor rezolva iar când nu se întâmplă aceasta devin dezamăgiți.
Există oameni care devin dezamăgiți în dragoste după felul în care o înțeleg cu toate că „dragostea” nu ar putea fi un sentiment constant permanent ci este variabilă în funcție de  timpul scurs de la începutul unei relații  sau după experiențele fiecărui individ, mai pot fi situații în care oamenii sunt dezamăgiți de țara lor sau felul în care este condusă. 
Philip Yancey a scris o carte intitulată „Dezamăgit de Dumnezeu”  care a fost publicată în 2007 de editura KERIGMA în limba română. Acolo se tratează multe aspecte din punct de vedere spiritual și felul în care oamenii percep divinitatea.
Poate fi natural ca oamenii să își dorească ca ce este rău să devină bun, ca războiul să aibă sfârșit,  durerea să înceteze sau conflictele să ajungă la pace, iar când se întâmplă contrariul, dezamăgirea survine ca și sentiment de descurajare.